# 90 Antiope
90 Antiope è un asteroide della fascia principale. Scoperto nel 1866, presenta un'orbita caratterizzata da un semiasse maggiore pari a 3,1498750 au e da un'eccentricità di 0,1660765, inclinata di 2,20691° rispetto all'eclittica. È un pianetino di tipo C, con una composizione carboniosa e una superficie molto scura, classificato come membro della famiglia di asteroidi Themis.
Antiope fu scoperto da Karl Theodor Robert Luther (con l'aiuto di una carta del cielo da lui stesso costruita) intorno alle 22.30 del 1º ottobre 1866 dall'Osservatorio di Düsseldorf (situato nel distretto urbano di Bilk) in Germania, di cui era direttore dal 1851. Fu battezzato Antiope in onore di una delle due (non è chiaro quale) omonime figure della mitologia greca.
Il 10 agosto 2000, un team di astronomi composto da:
- W. J. Merline del Southwest Research Institute (SRI)
- L. M. Close dell'Osservatorio europeo australe (ESO)
- J. C. Shelton del Osservatorio di Monte Wilson
- C. Dumas del Jet Propulsion Laboratory (JPL)
- F. Menard del Canada-France-Hawaii Telescope (CFHT)
- C. R. Chapman e D. C. Slater dell'SRI

grazie a osservazioni compiute tramite il Telescopio Keck II di Mauna Kea e utilizzando ottiche adattive, scoprì che Antiope è un asteroide binario, composto da due corpi distinti; la scoperta venne annunciata il 3 ottobre 2000.
Le due componenti (la "secondaria" è designata S/2000 (90) 1) hanno entrambe (con uno scarto minore del 2,5%) un diametro pari a 110 ± 16 km e la loro magnitudine differisce solo di 0,1; descrivono un'orbita poco eccentrica (0,01 ± 0,02) attorno a un centro comune, separate da 170 ± 1 chilometri (0,12", 60 ± 16 km di distanza fra le superfici).
Studi complementari sulla variazione della curva di luce compiuti tramite le ottiche adattive del Very Large Telescope dell'ESO indicano che le due componenti ruotano attorno al loro centro di massa in 16,5268 ± 0,0001 ore. La loro massa e la loro densità si possono quindi facilmente derivare dalla terza legge di Keplero. La densità relativamente bassa (0,6 ± 0,2 g/cm³) suggerisce un'alta porosità del pianetino (maggiore del 60%).
Ci sono state 9 occultazioni osservate dal 1988, molte delle quali sono occultazioni multichord.